# Baal Shem
El término Baal Shem o ba'al shem, denota en el judaísmo un rango que era otorgado a cualquier judío que hiciera milagros y curaciones mediante el conocimiento oculto de los Nombres de Dios.
Esta costumbre data del siglo XI, mucho antes de que el término fuera aplicado a ciertos rabinos y cabalistas. Hubo muchos ba'al shem entre los siglos XVII y XVIII al este de Europa, donde exorcizaban demonios y amuletos, realizando también curaciones usando hierbas, remedios tradicionales y el Tetragrámaton.
Debido a que combinaban la curación a través de la fe con el uso de la Cábala, tuvieron conflictos con rabinos, médicos y seguidores de la Haskalá.